# Cleveland (Misisipi)
Cleveland es una ciudad situada en el estado de Misisipi, en los Estados Unidos. Es una de las dos sedes del condado de Bolivar (la otra sede es Rosedale). En el año 2000 tenía una población de 13.841 habitantes en una superficie de 18.9 km², con una densidad poblacional de 732.32 personas por km². 

## Geografía
Cleveland se encuentra ubicada en las coordenadas 33°44′31″N 90°43′36″O / 33.74194, -90.72667. Según la Oficina del Censo, la ciudad tiene un área total de 18,9 km² (7,3 mi²), de la cual 18,9 km² (7,3 mi²) es tierra y 0 km² (0 mi²) es agua.

### Localidades adyacentes
El siguiente diagrama muestra a las localidades en un radio de 16 kilómetros (9,9 mi) de Cleveland.

## Demografía
Para el censo de 2000, había 13.841 personas, 4.718 hogares y 3.132 familias en la ciudad. La densidad de población era 732.32 hab/km².
En el 2000 la renta per cápita promedia del hogar era de $ 29.466 y el ingreso promedio para una familia era de $40.242. El ingreso per cápita para la localidad era de $14.585. En 2000 los hombres tenían un ingreso per cápita de $32.979 contra $23.643 para las mujeres. Alrededor del 25.5% de la población estaba bajo el umbral de pobreza nacional. 